# Lavínia Pannunzio
Lavínia Pannunzio (Uberlândia, 4 de abril de 1966) é uma atriz brasileira.

## Biografia
Lavínia é filha da escritora Martha Pannunzio e de José Gilberto Pannunzio, e também irmã do jornalista Fábio Pannunzio. Começou a fazer teatro na escola, em sua cidade natal. Em 1992, forma-se na Universidade Estadual de Campinas.
Como atriz, já trabalhou também no cinema e na televisão. Ganhou diversos prêmios, entre eles APCA e Coca-Cola/Femsa (como diretora) e Mambembe (atriz).

## Filmografia

### Televisão
| Ano  | Título                               | Personagem                    | Notas                           |
| ---- | ------------------------------------ | ----------------------------- | ------------------------------- |
| 1988 | Eureka!                              | —                             |                                 |
| 1994 | As Pupilas do Senhor Reitor          | Antonieta                     |                                 |
| 1997 | Chiquititas                          | Solange Ramos                 | Participação especial           |
| 1999 | As Aventuras de Tiazinha             | —                             |                                 |
| 2000 | Sandy & Junior                       | Madame Suli                   | Episódio: "Sortilégio de Amor"  |
| 2000 | Dois Apês                            | Adriana Nascimento dos Santos |                                 |
| 2001 | O Direito de Nascer                  | Marcelina                     |                                 |
| 2005 | Cotidiano de Um Casal Feliz          | Joana Castro                  |                                 |
| 2005 | A Hora é Agora!                      | Ela mesma                     |                                 |
| 2007 | Poetas da Faculdade de São Francisco | Ela mesma                     |                                 |
| 2008 | Dance, Dance, Dance                  | Rosa Montenegro               |                                 |
| 2009 | Descolados                           | Laura Sarmento Muniz          |                                 |
| 2009 | Além do Horizonte                    | Bromélia Esplêndida           |                                 |
| 2009 | Móbile                               | Ela mesma                     |                                 |
| 2011 | 9mm: São Paulo                       | Tunica Santos                 | 4 episódios                     |
| 2013 | Beleza S/A                           | Itina                         | Episódio: "Assédio!"            |
| 2014 | Psi                                  | Sandra                        | Episódio: "Minha Vampira Amada" |
| 2016 | Ligações Perigosas                   | Iolanda Mata Medeiros         |                                 |
| 2019 | Samantha!                            | Silvia                        |                                 |
| 2019 | Éramos Seis                          | Lucy Assad                    |                                 |

### Cinema
| Ano  | Título                             | Personagem | Notas          |
| ---- | ---------------------------------- | ---------- | -------------- |
| 1992 | Tanta Estrela por Aí               | —          |                |
| 2000 | Cama de Gato                       | Sargento   |                |
| 2000 | Retratos                           | —          |                |
| 2000 | Chateaubriand - Cabeça de Paraíba  | Desirée    | Curta-metragem |
| 2001 | Zé Amaro e Irineu                  | —          |                |
| 2005 | Boleiros 2 - Vencedores e Vencidos | Advogada   |                |
| 2005 | Tudo Que é Sólido Pode Derreter    | Mãe        | Curta-metragem |
| 2008 | O Quarto                           | —          |                |
| 2011 | Rosa Morena                        | Médica     |                |
| 2018 | Terça Depois de Meio-Dia           | Marisa     | Curta-metragem |
| 2023 | Pérola                             | Tia Lola   |                |

## No Teatro
Como diretora
- 2005 - Era uma vez um Rio, adaptação e direção Lavínia Pannunzio - Uberlândia - MG
- 2006 - Era uma vez um Rio, dramaturgia e direção Lavínia Pannunzio - Prêmios: APCA 2006 de melhor espetáculo e melhor ator (p/ Ando Camargo); Coca-Cola FEMSA – 2006 de melhor espetáculo, melhor direção e melhor cenário (p/ Márcio Vinícius) – 4 indicações (melhor texto, melhor ator, melhor iluminação e melhor figurino); Prêmio Estímulo Flávio Rangel 2005 - SP
- 2007 - Quando Eu Era Criança, de Duílio Ferronato
- 2007 - Veludinho, dramaturgia e direção Lavínia Pannunzio
- 2008 - O Rufião nas Escadas - Um Ensaio Sobre Joe Orton
- 2009 - Chorávamos Terra Ontem à Noite - Eduardo Ruiz – indicado ao Prêmio Shell de melhor texto - 2009
- 2010 - Clausura, de Gustavo Sol - vencedor do Edital de Co-Patrocínio para Primeiras Obras, do Centro Cultural da Juventude Ruth Cardoso – 2010
- 2010 - Pelos Ares, de Pedro Guilherme – vencedor do 14º Festival da Cultura Inglesa – 2010
- 2010 - Giz - Maria Shu (Direção. Leitura Dramática, "Satyrianas")
- 2011 - Serpente verde, sabor maçã, de Jô Bilac e Larissa Câmara
- 2013 - "COVIL DA BELEZA", de Eduardo Ruiz
- 2014 - Cora Coralina, Removendo Pedras Plantando Flores, de Mauro Hirdes
- 2014 - Três Mulheres Baixas, de Emilio Boechat

Como atriz
- 1980 - O Noviço, de Martins Pena, direção Umberto Tavares
- 1983 - Ninguém É Doido, Ou Então, Todos, Guimarães Rosa, direção Zeca Ligiero
- 1984 - Morte e Vida Severina, de João Cabral de Melo Neto, direção Narendranaht
- 1985 - O Despertar Da Primavera, de Frank Weddekind, direção Guilherme Abrahão
- 1986 - Valsa Nº 6, de Nelson Rodrigues
- 1987 - A Noite De Cabelos Como Flores, textos de Tennessee Williams e August Strindberg, direção André Pink e Cristiane Paoli Quito
- 1987 - Deus, de Wood Allen, direção Marcília do Rosário, Márcio Tadeu e Waterloo Gregório
- 1988 - Ifigênia, de Wagner Salazar;
- 1989 - O Barco Bêbado, de Iacov Hillel
- 1991 - Like A Rolling Stone, de Lavínia Pannunzio e Anderson do Lago Leite
- 1993 - Um Lance De Dados, de Wagner Salazar
- 1994 - Budro, de Bosco Brasil, direção Emílio di Biasi
- 1995 - Atos E Omissões, de Bosco Brasil – indicação ao PRÊMIO MAMBEMBE DE ATRIZ COADJUVANTE, 1995
- 1996 - As Priscilas De Elvis, de Ana Ferreira, direção Washington Luis Gonzales
- 1996 - O Mambembe, de Artur Azevedo, direção Gabriel Villela
- 1997 - Promisquidade, de Pedro Vicente, direção Márcia Abujamra e Nilton Bicudo – indicação ao PRÊMIO MAMBEMBE DE MELHOR ATRIZ – 1997
- 1998 - 13 Movimentos Or… (It’s Up To You!), de Lavínia Pannunzio e Alexandre Stockler
- 1998 - Um Homem É Um Homem
- 1998 - O Mendigo Ou O Cachorro Morto, textos de Bertolt Brecht, direção Alexandre Stockler
- 1999 - Linha De Fuga, texto e direção Alexandre Stockler, criação Lavínia Pannunzio e Alexandre Stockler
- 1999 - Cacilda!, de Zé Celso
- 2000 - Bartolomeu, Que Será Que Nele Deu?, de Claudia Schapira, direção Georgete Fadel
- 2001 - Abajur Lilás, de Plínio Marcos
- 2002 - 3, 2, 1, de Márcio Araújo
- 2002 - Wild’stories, de Lavínia Pannunzio e Alexandre Stockler
- 2002 - ...Em Moeda Corrente Do País, de Abílio Pereira de Almeida, direção Silney Siqueira
- 2003 - Temporada De Gripe, de Will Eno, direção Felipe Hirsch
- 2003 - Em Memória Do Companheiro Gigi Damiani, de Jandira Martins e Eliana Rocha
- 2004 - O Que Restou Do Sagrado, de Mário Bortollotto
- 2004 - João E Carlota, de Walcyr Carrasco, direção José Renato
- 2004 - A Vida É Cheia De Som E Fúria, de Felipe Hirsch
- 2005 - Medusa De Rayban, de Mário Bortolotto
- 2005 - Algum Lugar Fora Do Mundo, de João Andreazzi (dança)
- 2005 - Post Cards De Atacama, de Mário Bortolotto
- 2005 - Clavículas, adaptação e direção Mário Bortolotto
- 2005 - Tanto Faz, adaptação e direção Mário Bortolotto
- 2005 - Dentes Guardados, adaptação e direção Mário Bortolotto
- 2006 - As Mulheres Da Minha Vida, de Neil Simon, direção Daniel Filho
- 2006 - Esperando Godot, de Samuel Beckett, direção Gabriel Villela
- 2007 - Homem Sem Rumo, de Arne Lygre, direção Roberto Alvim
- 2009 - Honey, de Shelagh Delaney, direção Fernanda D'Umbra
- 2009 - Soltando os Cachorros, dramaturgia de Rodrigo Murat, direção Ângela Barros
- 2010 - A serpente no Jardim, De Alan Ayckbourn, direção Alexandre Tenório - Prêmio APCA de melhor atriz 2011 e indicação ao Prêmio Shell de melhor atriz – 2011
- 2010 - Estranho Casal, de Neil Simon, direção Celso Nunes
- 2011 - A Ilusão Cômica, de Pierre Corneille, direção Márcio Aurélio – Prêmio APCA de melhor atriz – 2011 e indicação ao Prêmio Shell de melhor atriz – 2011
- 2011 - A Bilha Quebrada, de H. Von Kleist, direção de Márcio Aurélio – Prêmio APCA de melhor atriz – 2011
- 2012 - Um Verão familiar, de João Fábio Cabral, direção Eric Lenati - PRÉMIO SHELL de melhor Atriz - 2012
- 2013 - "Fora de mim"
- 2013 - "A DESCIDA DO MONTE MORGAN, de Arthur Miller, Direção Luís Villaça
- 2013 - Vestido de Noiva, de Nelson Rodrigues, Direção Eric Lenate
- 2014 - Vidas Privadas, de Noel Coward, Direção José POssi Neto
- 2015 - Ludwig e suas irmãs, de Thomas Bernhard, Direção Eric Lenate
- 2015 - Dias de Felicidade, de Leilah Assunção, Direção Regina Galdino
- 2023 - Elizabeth Costello
- 2023 - Dias Felizes

## Prêmios e Indicações
Como diretora
- Pelos Ares, de Pedro Guilherme – vencedor do 14º Festival da Cultura Inglesa – 2010
- Prêmio Estímulo Flávio Rangel – SEC – 2006
- Prêmio Coca-Cola/FEMSA – 2006 – Melhor direção

Como atriz
- Premiado na Jornada SESC de teatro/87;
- Premiado na Jornada SESC de teatro/88;
- Premiado na Jornada SESC de teatro/92;
- Indicação Prêmio Mambembe de Atriz Coadjuvante/95;
- Premiado na Jornada SESC de teatro/96;
- Indicação Prêmio Mambembe de Melhor Atriz/97;
- Premiado na Jornada SESC de teatro/98;
- Prêmio Panamco de Projetos Especiais - 2002;
- APCA - 2011 - Melhor Atriz por A Serpente no Jardim, A Ilusão Cômica e A Bilha Quebrada;[3]
- Indicação Prêmio Shell - 2011 - Melhor Atriz - por A Serpente no Jardim e A Ilusão Cômica;
- Prêmio Shell 2012 - Melhor Atriz por Um Verão Familiar[4]